# Cessna 190

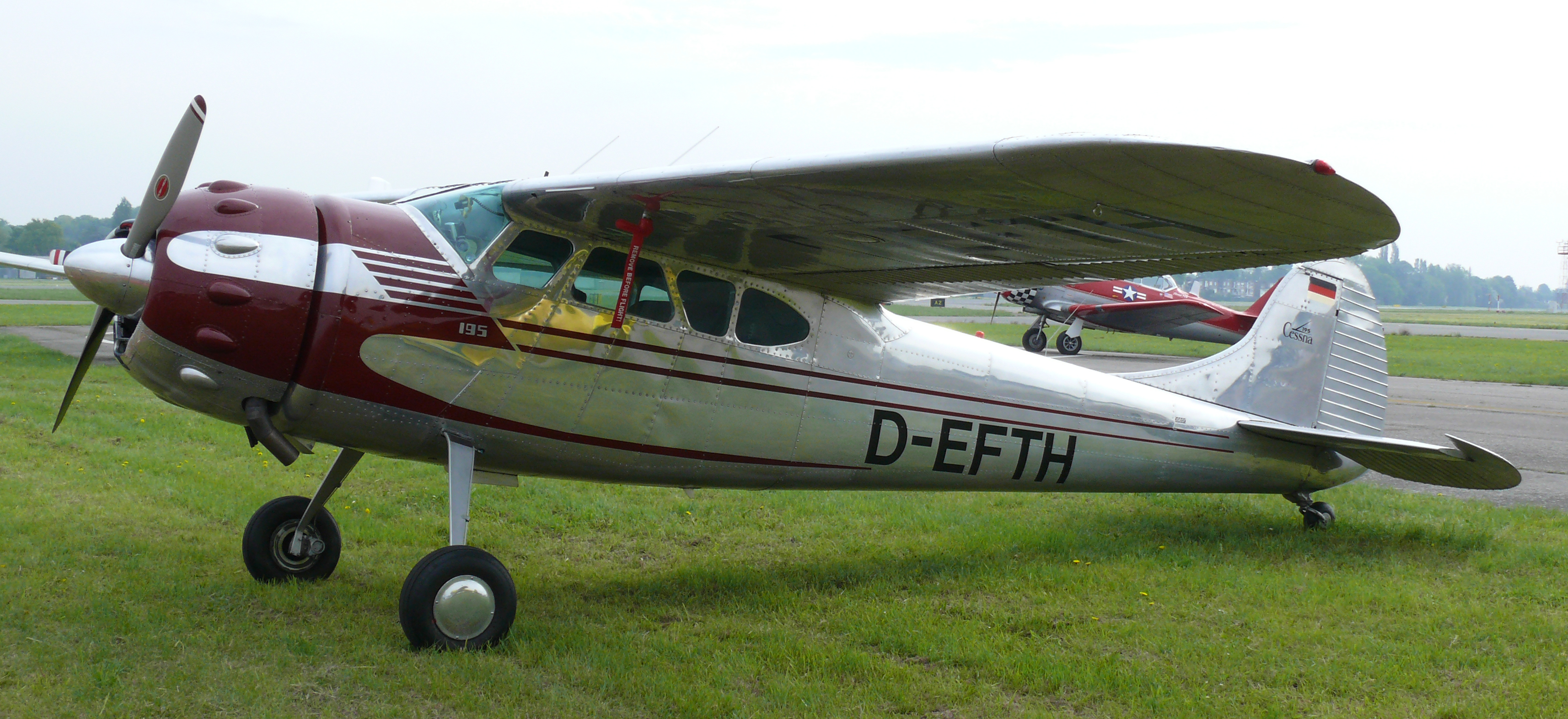
Cessna 195

I Cessna 190 e 195 sono una famiglia di velivoli a motore singolo radiale, prodotti dalla Cessna tra il 1947 ed il 1954. Il modello 195 è stato utilizzato anche dall'United States Air Force e Air National Guard come velivolo da trasporto leggero con la denominazione LC-126.

## Storia

### Sviluppo
I Cessna 190 e 195 furono gli unici velivoli a motore radiale prodotti da Cessna nel dopoguerra. Il primo prototipo, il P-780 Prototype 190, volò nel dicembre del 1944. La produzione del 195 iniziò nel luglio del 1947, seguita, in ottobre, da quella del 190. La successione dei numeri di serie delle varie macchine era unica per entrambi i modelli e seguiva l'ordine cronologico delle richieste dei clienti. In totale vennero costruiti 1180 esemplari, di cui 83 nella variante militare LC-126.

### Tecnica
Il 195 fu il primo velivolo della Cessna ad essere costruito interamente in alluminio, con una configurazione ad ala alta controventata superiormente simile a quella del precedente Cessna 165. Il profilo alare utilizzato è un NACA 2412, lo stesso che sarà poi impiegato sulle serie 150, 172 e 182.
È dotato di luci di atterraggio che possono essere retratte nell'ala quando non sono in uso, così come un gradino a scomparsa che si estende quando la porta della cabina si apre. Il carrello d'atterraggio biciclo classico è costituito da una semplice sospensione a balestra.
I motori montati sul 190 e 195 divennero ben noti per il loro consumo di olio motore; mediamente venivano bruciati quasi 2 litri di olio all'ora.
Tutte le versioni (civili e militari) erano certificate per poter installare anche pattini da neve o galleggianti.
Fu creata una versione idrovolante dotata di una coda tripla per una migliore stabilità laterale secondo una forma che ricordava quella di un Lockheed Constellation in miniatura.
Entrambe le versioni sono certificate per trasportare 5 persone con una velocità di crociera di 155 nodi (144 per la versione idrovolante).

## Varianti

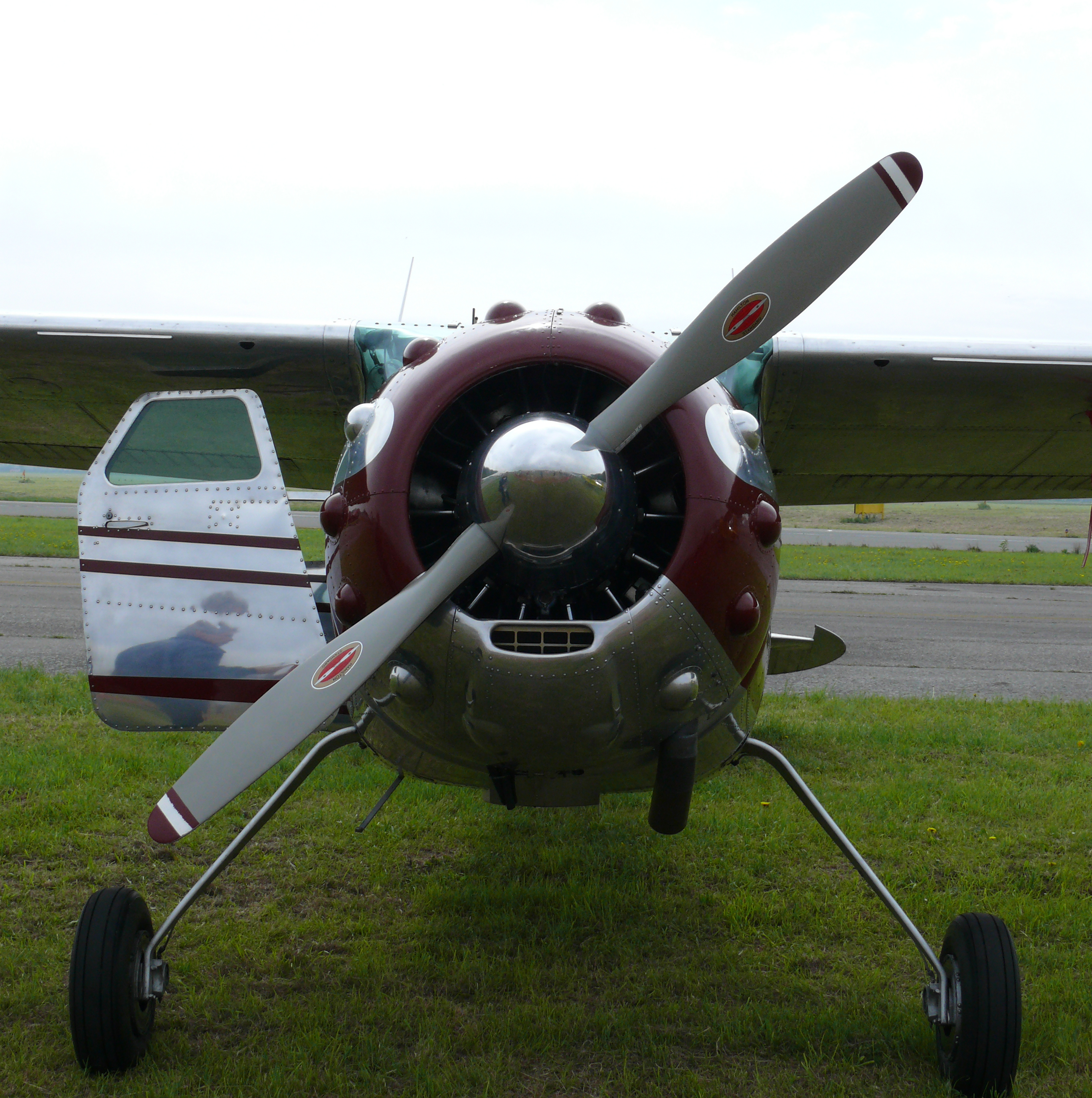
Vista frontale del 195B.

La differenza principale tra il 190 e il 195 consisteva nel modello di motore installato.
190
Dotato di un Continental W670-23 in grado di erogare 240 hp (180 kW) e certificato il 1º luglio 1947.
195
Dotato di un Jacobs R-755 in grado di erogare 300 hp (225 kW) e certificato il 12 giugno 1947.
195A
Dotato di un Jacobs R-755 in grado di erogare 245 hp (184 kW) e certificato il 6 gennaio 1950.
195B
Dotato di un Jacobs R-755 in grado di erogare 275 hp (206 kW) e certificato il 31 marzo 1952. Aveva i flap aumentati del 50% rispetto alle versioni precedenti.
LC-126A
Versione militare del Cessna 195, 5 posti in dotazione all'US Air Force e US Army. Aveva le stesse prestazioni e limitazioni del Cessna 190.

## Utilizzatori

### Civili
Sudafrica
- Comair (South Africa)[4]

### Militari
Stati Uniti
- USAF - Cessna LC-126: 15 unità[1]
- Air National Guard - Cessna LC-126: 5 unità[1]
- US Army - Cessna LC-126: 63 unità[1]